# Linia kolejowa Kolín – Havlíčkův Brod
Linia kolejowa Kolín – Havlíčkův Brod – dwutorowa, zelektryfikowana linia kolejowa w Czechach, łącząca Kolín w kraju środkowoczeskim z Havlíčkovego Brodu, w kraju Wysoczyna. 
Trasa ma 75,3 km długości, jest zarządzana przez Správę železnic.